# リスボン議定書
1991年の第一次戦略兵器削減条約に対するリスボン議定書は、ロシアやベラルーシ、ウクライナ、カザフスタン地域の旧ソビエト連邦の核兵器全てが破壊されるかロシアの管理に移行するとこの4か国の代表とアメリカ合衆国が合意したものであった。4か国全てが核保有国としてのソビエト連邦の後継国ロシアや非核保有国として参加する残りの3か国と共に核拡散防止条約に参加することに合意した。議定書は1992年5月23日にポルトガルのリスボンで調印された。

## 背景
1991年12月にソヴィエト連邦が崩壊すると、問題の一つは、核兵器の取り扱いであった。殆どはソヴィエト連邦の後継国家として承認されロシア領内にあったが、一部はベラルーシやウクライナ、カザフスタンの領内にあった。1991年7月、ソヴィエト連邦は第一次戦略兵器削減条約という核軍縮条約に調印していた。後継国家としてロシアはソ連の核兵器を所持する他の国の全てがこの兵器を破壊するかロシアの管理に移行するまでは条約の施行はできなかった。アメリカ合衆国とロシアは、保有兵器を排除するかロシアの管理に移行することに合意するよう他のソ連の後継核保有国3か国に外交圧力を掛けた。

## 執行
ベラルーシとウクライナ、カザフスタンは1992年5月に議定書に署名したが、各国は議定書を批准し執行しなければならなかった。ベラルーシとウクライナでは、核兵器を放棄することへの抵抗があった。しかし1994年12月5日にリスボン議定書への調印国全てが批准書を交換し、合意は執行された。この時ロシアはソヴィエト連邦の後継国としてSTARTIも批准できた。
カザフスタン政府の方が核兵器の貯蔵の維持より国の発展の為の資源に焦点を当てることに関心を抱いた。アメリカ合衆国やロシアからの安全保障や軍事援助、金融支援と金融補償の代わりとしてカザフスタンは1995年5月までに核兵器を全てロシアに譲り渡していた。ベラルーシとウクライナの両国は、核抑止力や外交上の切り札を保持することを望んで1990年代に議定書の全面執行に抵抗した。しかしベラルーシは経済的にロシアに依存しており、結局核兵器を全てロシアに移管する合意を実行した。カザフスタンのようにウクライナは結局アメリカ合衆国やロシアからの安全保障や軍事援助、金融支援と金融補償と引き換えに核兵器を引き渡すことに合意した。ベラルーシとウクライナの両国が1996年末までにロシアに核兵器を引き渡すと、リスボン議定書の執行は、完全なものになった。

## 参照
1. 1 2  Reif, Kingston. “The Lisbon Protocol At a Glance” (英語). Arms Control Association. 2017年12月5日閲覧。
2. ↑  アメリカ合衆国国務省ウェブサイトより リスボン議定書
3. ↑  “Soviet UN Seat Taken by Russia” (英語). New York Times. (1991年12月25日) 2017年12月5日閲覧。
4. ↑  “START 1” (英語). Nuclear Threat Initiative. 2017年12月5日閲覧。
5. ↑  Kassenova, Togzhan (2008年4月28日). “Kazakhstan's Nuclear Ambitions” (英語). Bulletin of the Atomic Scientists. 2017年12月5日閲覧。
6. 1 2  Amy F., Woolf (1996年11月27日). “Nuclear Weapons in the Former Soviet Union: Location, Command, and Control”. 2017年12月5日閲覧。